# Eri Hozumi
Eri Hozumi (Japans: 穂積絵莉, Hozumi Eri) (Hiratsuka, 17 februari 1994) is een professioneel tennisspeelster uit Japan. Zij begon met tennis toen zij acht jaar oud was. Haar favoriete ondergrond is hardcourt. Zij speelt rechtshandig en heeft een tweehandige backhand. Zij is actief in het proftennis sinds 2012.

## Loopbaan

### Junioren
Als jeugdspeelster stond Hozumi, samen met landgenote Miyu Kato, in de meisjesdubbelspelfinale van het Australian Open 2011. Zij verloren van An-Sophie Mestach (België) en Demi Schuurs (Nederland).

### Enkelspel
Bij de volwassenen bereikte Hozumi in 2013 voor het eerst een ITF-finale, op het toernooi van Karuizawa (Japan) – zij versloeg daarin landgenote Junri Namigata en won daarmee haar eerste ITF-titel. In totaal won zij vijf ITF-titels, de laatste in 2019 in Hamamatsu (Japan).
In augustus 2013 nam Hozumi voor het eerst deel aan het WTA-circuit, op het toernooi van Suzhou – zij bereikte er de kwartfinale, die zij verloor van landgenote Misaki Doi. Haar hoogste positie op de WTA-ranglijst is de 144e plaats, die zij bereikte in november 2014.

### Dubbelspel
Hozumi behaalde in het dubbelspel betere resultaten dan in het enkelspel. In maart 2012 bereikte zij voor het eerst een ITF-finale, op het toernooi van Kofu (Japan). Haar eerste titel won zij een week later op het ITF-toernooi van Nishitama (Japan), samen met landgenote Remi Tezuka. Tot op heden(oktober 2024) won zij 23 ITF-toernooien, de meest recente in 2023 in Madrid (Spanje).
In augustus 2013 nam Hozumi voor het eerst deel aan het WTA-circuit, op het toernooi van Suzhou, samen met de Chinese Han Xinyun – zij bereikten de finale, die zij verloren van Tímea Babos (Hongarije) en Michaëlla Krajicek (Nederland). In 2016 won zij haar eerste WTA-titel, op het toernooi van Katowice, aan de zijde van landgenote Miyu Kato – in de finale versloegen zij de Russinnen Valentina Ivachnenko en Marina Melnikova. Zes weken later speelde zij voor het eerst op een grandslamtoernooi op Roland Garros, samen met landgenote Nao Hibino – zij bereikten de tweede ronde. Diezelfde zomer nam zij deel aan de Olympische Spelen in Rio de Janeiro – samen met Misaki Doi bereikte zij de tweede ronde. Een tweede WTA-titel kwam op het laatste toernooi van 2016, op Hawaï, met Miyu Kato aan haar zijde. Met dezelfde partner bereikte zij op het Australian Open 2017 de halve finale. Daarmee kwam zij binnen op de top 30 van de wereldranglijst.
In 2018 bereikte zij een grandslamfinale, nu geflankeerd door landgenote Makoto Ninomiya, op Roland Garros – zij verloren die van het Tsjechische koppel Barbora Krejčíková en Kateřina Siniaková. Tot op heden(oktober 2024) won Hozumi negen WTA-titels, de meest recente in 2024 in Tokio, samen met landgenote Shuko Aoyama.
Haar hoogste notering op de WTA-ranglijst is de 28e plaats, die zij bereikte in mei 2019.

### Tennis in teamverband
In de periode 2015–2023 maakte Hozumi deel uit van het Japanse Fed Cup-team – zij behaalde daar een winst/verlies-balans van 17–3.

## Posities op deWTA-ranglijst
Positie per einde seizoen:
| jaar | rang enkelspel | rang dubbelspel |
| ---- | -------------- | --------------- |
| 2012 | 403            | 331             |
| 2013 | 218            | 177             |
| 2014 | 170            | 142             |
| 2015 | 193            | 83              |
| 2016 | 215            | 54              |
| 2017 | 172            | 43              |
| 2018 | 293            | 31              |
| 2019 | 361            | 83              |
| 2020 | 373            | 144             |
| 2021 | 402            | 67              |
| 2022 | 572            | 37              |
| 2023 | 660            | 48              |

## Palmares
| Legenda                 |
| ----------------------- |
| Grandslamtoernooi       |
| Olympische Spelen       |
| Year-End Championships  |
| Premier Mandatory       |
| Premier Five / WTA 1000 |
| Premier / WTA 500       |
| International / WTA 250 |
| Challenger / WTA 125    |

### WTA-finaleplaatsen enkelspel
geen

### WTA-finaleplaatsen vrouwendubbelspel
| nr.              | finale     | toernooi              | ondergrond    | partner            | tegenstandsters                         | score            |         |
| ---------------- | ---------- | --------------------- | ------------- | ------------------ | --------------------------------------- | ---------------- | ------- |
| gewonnen finales |            |                       |               |                    |                                         |                  |         |
| 1.               | 2016-04-10 | WTA Katowice          | hardcourt (i) | Miyu Kato          | Valentina Ivachnenko Marina Melnikova   | 3-6, 7-5, [10-8] | details |
| 2.               | 2016-11-25 | WTA Hawaï             | hardcourt     | Miyu Kato          | Nicole Gibbs Asia Muhammad              | 6-7, 6-3, [10-8] | details |
| 3.               | 2018-09-16 | WTA Japan (Hiroshima) | hardcourt     | Zhang Shuai        | Miyu Kato Makoto Ninomiya               | 6-2, 6-4         | details |
| 4.               | 2021-08-21 | WTA Chicago           | hardcourt     | Peangtarn Plipuech | Mona Barthel Hsieh Yu-chieh             | 7-5, 6-2         | details |
| 5.               | 2022-01-14 | WTA Adelaide          | hardcourt     | Makoto Ninomiya    | Tereza Martincová Markéta Vondroušová   | 1-6, 7-6, [10-7] | details |
| 6.               | 2022-05-08 | WTA Saint-Malo        | gravel        | Makoto Ninomiya    | Estelle Cascino Jessika Ponchet         | 7-6, 6-1         | details |
| 7.               | 2022-05-20 | WTA Rabat             | gravel        | Makoto Ninomiya    | Monica Niculescu Aleksandra Panova      | 6-7, 6-3, [10-8] | details |
| 8.               | 2022-06-25 | WTA Bad Homburg       | gras          | Makoto Ninomiya    | Alicja Rosolska Erin Routliffe          | 6-4, 6-7, [10-5] | details |
| 9.               | 2024-10-27 | WTA Tokio             | hardcourt     | Shuko Aoyama       | Ena Shibahara Laura Siegemund           | 6-4, 7-6         | details |
| verloren finales |            |                       |               |                    |                                         |                  |         |
| 01.              | 2013-08-10 | WTA Suzhou            | hardcourt     | Han Xinyun         | Tímea Babos Michaëlla Krajicek          | 2-6, 2-6         | details |
| 02.              | 2014-09-06 | WTA Suzhou            | hardcourt     | Misa Eguchi        | Chan Chin-wei Chuang Chia-jung          | 1-6, 6-3, [7-10] | details |
| 03.              | 2016-02-14 | WTA Kaohsiung         | hardcourt     | Miyu Kato          | Chan Hao-ching Chan Yung-jan            | 4-6, 3-6         | details |
| 04.              | 2017-11-25 | WTA Hawaï             | hardcourt     | Asia Muhammad      | Hsieh Shu-ying Hsieh Su-wei             | 1-6, 6-7         | details |
| 05.              | 2018-01-07 | WTA Auckland          | hardcourt     | Miyu Kato          | Sara Errani Bibiane Schoofs             | 5-7, 1-6         | details |
| 06.              | 2018-06-10 | Roland Garros         | gravel        | Makoto Ninomiya    | Barbora Krejčíková Kateřina Siniaková   | 3-6, 3-6         | details |
| 07.              | 2019-01-12 | WTA Sydney            | hardcourt     | Alicja Rosolska    | Aleksandra Krunić Kateřina Siniaková    | 1-6, 6-7         | details |
| 08.              | 2021-10-30 | WTA Courmayeur        | hardcourt (i) | Zhang Shuai        | Wang Xinyu Zheng Saisai                 | 4-6, 6-3, [5-10] | details |
| 09.              | 2023-05-06 | WTA Saint-Malo        | gravel        | Ulrikke Eikeri     | Greet Minnen Bibiane Schoofs            | 6-7, 6-7         | details |
| 10.              | 2023-07-02 | WTA Bad Homburg       | gras          | Monica Niculescu   | Ingrid Gamarra Martins Lidzija Marozava | 0-6, 6-7         | details |
| 11.              | 2023-07-15 | WTA Båstad            | gravel        | Jang Su-jeong      | Irina Chromatsjova Panna Udvardy        | 6-4, 3-6, [5-10] | details |
| 12.              | 2023-09-23 | WTA Guangzhou         | hardcourt     | Makoto Ninomiya    | Guo Hanyu Jiang Xinyu                   | 3-6, 6-7         | details |
| 13.              | 2023-09-30 | WTA Tokio             | hardcourt     | Makoto Ninomiya    | Ulrikke Eikeri Ingrid Neel              | 6-3, 5-7, [5-10] | details |
| 14.              | 2023-10-22 | WTA Nanchang          | hardcourt     | Makoto Ninomiya    | Laura Siegemund Vera Zvonarjova         | 4-6, 2-6         | details |
| 15.              | 2024-08-24 | WTA Cleveland         | hardcourt     | Shuko Aoyama       | Cristina Bucșa Xu Yifan                 | 6-3, 3-6, [6-10] | details |
| 16.              | 2024-11-03 | WTA Hongkong          | hardcourt     | Shuko Aoyama       | Ulrikke Eikeri Makoto Ninomiya          | 4-6, 6-4, [9-11] | details |

## Resultaten grandslamtoernooien
| Legenda | Legenda                          |
| ------- | -------------------------------- |
| g.t.    | geen toernooi gehouden           |
| l.c.    | lagere categorie                 |
| –       | niet deelgenomen                 |
| G       | uitgeschakeld in de groepsfase   |
| 1R      | uitgeschakeld in de eerste ronde |
| 2R      | uitgeschakeld in de tweede ronde |
| 3R      | uitgeschakeld in de derde ronde  |
| 4R      | uitgeschakeld in de vierde ronde |
| KF      | uitgeschakeld in de kwartfinale  |
| HF      | uitgeschakeld in de halve finale |
| F       | de finale verloren               |
| W       | het toernooi gewonnen            |
| w-v     | winst/verlies-balans             |

### Enkelspel
| toernooi        | 2017 |
| --------------- | ---- |
| Australian Open | 1R   |
| Roland Garros   | –    |
| Wimbledon       | –    |
| US Open         | –    |

### Vrouwendubbelspel
| toernooi        | 2016 | 2017 | 2018 | 2019 |    | 2021 | 2022 | 2023 | 2024 |
| --------------- | ---- | ---- | ---- | ---- | -- | ---- | ---- | ---- | ---- |
| Australian Open | –    | HF   | 2R   | 2R   | –  | 2R   | 1R   | 2R   |      |
| Roland Garros   | 2R   | 2R   | F    | 1R   | –  | 1R   | 2R   | 2R   |      |
| Wimbledon       | 2R   | 1R   | 1R   | –    | –  | –    | 2R   | 1R   |      |
| US Open         | 3R   | 2R   | 1R   | 1R   | 2R | 1R   | 1R   | 1R   |      |

### Gemengd dubbelspel
| toernooi        | 2017 | 2018 | 2019 |
| --------------- | ---- | ---- | ---- |
| Australian Open | –    | –    | –    |
| Roland Garros   | –    | –    | 1R   |
| Wimbledon       | –    | 3R   | –    |
| US Open         | 2R   | –    | –    |